# Kaiping
Kaiping (en chino, 开平市; pinyin, Kāipíng shí) es un municipio en la Provincia de Cantón al sur oeste de la República Popular China. Está ubicada al sur del Delta del Río Perla. Su área es de 1659 km² y según lo relevado en el censo de 2020 su población era de 748 777 habitantes.
La temperatura media anual de 21C, la precipitación anual es de 1700 - 2400 mm.

## Administración
La ciudad-condado de Kaipíng se divide en 15 aldeas, 13 villas y 2 subdistritos.

## Personas famosas
Li, Jiang (李 江): poeta de la dinastía Ming
Wu, shang shi( 吳尚時 ）： El señor Wu era un geologo, nació en 1904 y falleció en 1947. 
Wong wah shun( 黃華舜 )：es un político de Hong Kong. 
Szeto Wah ( 司徒華 ): es un político de Hong Kong
Szutu, Daid Sing (司徒 达 盛) - freelancer de la kwangtung cultural quarterly(<廣東文獻季刊 >) y  la henan cultural quarterly( < 中原文獻季刊 >) 
Sir Quo-Wei Lee (利国 伟): ex banquero de Hong Kong

## Arquitectura
La ciudad es muy bien conocida por los Diaolou

## Ciudades hermanas
Kaipíng esta  hermandada con:
- Mesa (Arizona), Estados Unidos
- Cuzco, Perú